# 봉그로비에츠군

비엘코폴스카주 지도에 표시된 봉그로비에츠군의 위치

봉그로비에츠군(폴란드어: powiat wągrowiecki)은 폴란드 비엘코폴스카주에 위치한 군으로 군청 소재지는 봉그로비에츠이며 면적은 1,040.8km2, 인구는 67,606명(2006년 기준), 인구 밀도는 65명/km2이다.
북동쪽으로는 쿠야비포모제주 나크워군, 동쪽으로는 쿠야비포모제주 주닌군, 남동쪽으로는 그니에즈노군, 남쪽으로는 포즈난군, 서쪽으로는 오보르니키군, 북서쪽으로는 호지에시군, 피와군과 접한다. 7개 지방 자치체(1개 도시, 2개 도시형 농촌, 4개 농촌)를 관할한다.

군기
군 문장